# Mycetophila montana
Mycetophila montana är en tvåvingeart som beskrevs av Landrock 1925. Mycetophila montana ingår i släktet Mycetophila och familjen svampmyggor. Inga underarter finns listade i Catalogue of Life.